# The First Conspiracy
The First Conspiracy är ett album av det svenska bandet The (International) Noise Conspiracy, utgivet 1999. Det återsläpptes med nytt omslag 2002 på Burning Heart Records.

## Låtlista
Samtliga låtar skrivna av The (International) Noise Conspiracy.
1. "The First Conspiracy"
2. "Abolish Work"
3. "A New Language"
4. "Do U Know My Name?"
5. "T.I.M.E.B.O.M.B."
6. "The Sin Crusade"
7. "The Blast-Off"
8. "Young Pretenders Army"
9. "I Swear If U Do"
10. "Airports"
11. "Introduction to the..."
12. "Black Mask"